# 普羅夫迪夫機場

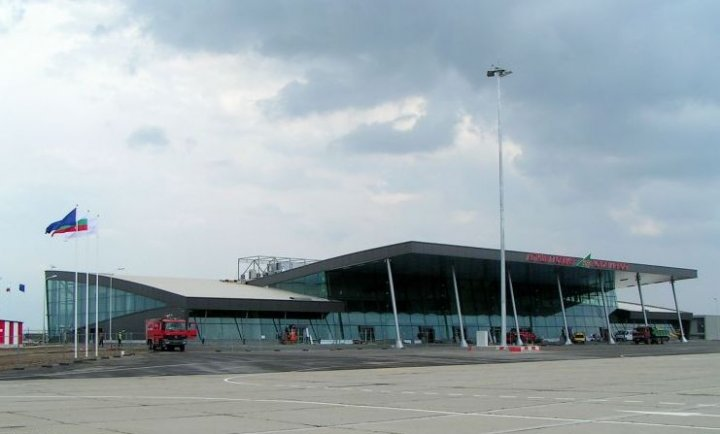
普羅夫迪夫機場

普羅夫迪夫機場是保加利亞第二大城市普羅夫迪夫的機場，也是該國的第四大機場，僅次於索菲亞機場、布爾加斯機場、瓦爾納機場。布爾加斯機場在冬季較為繁忙，這一時期有眾多來自英國和俄羅斯的包機航班起降。普羅夫迪夫機場於1928年開始使用。

## 外部連結
维基共享资源上的相關多媒體資源：普羅夫迪夫機場
- 官方网站
- Google location+details